# Saint-Laurent-en-Grandvaux
Saint-Laurent-en-Grandvaux is een gemeente in het Franse departement Jura (regio Bourgogne-Franche-Comté). De plaats maakt deel uit van het arrondissement Saint-Claude. Saint-Laurent-en-Grandvaux telde op 1 januari 2022 1.818 inwoners. 

## Geografie
De oppervlakte van Saint-Laurent-en-Grandvaux bedroeg op 1 januari 2022 17,57 vierkante kilometer; de bevolkingsdichtheid was toen 103,5 inwoners per km².

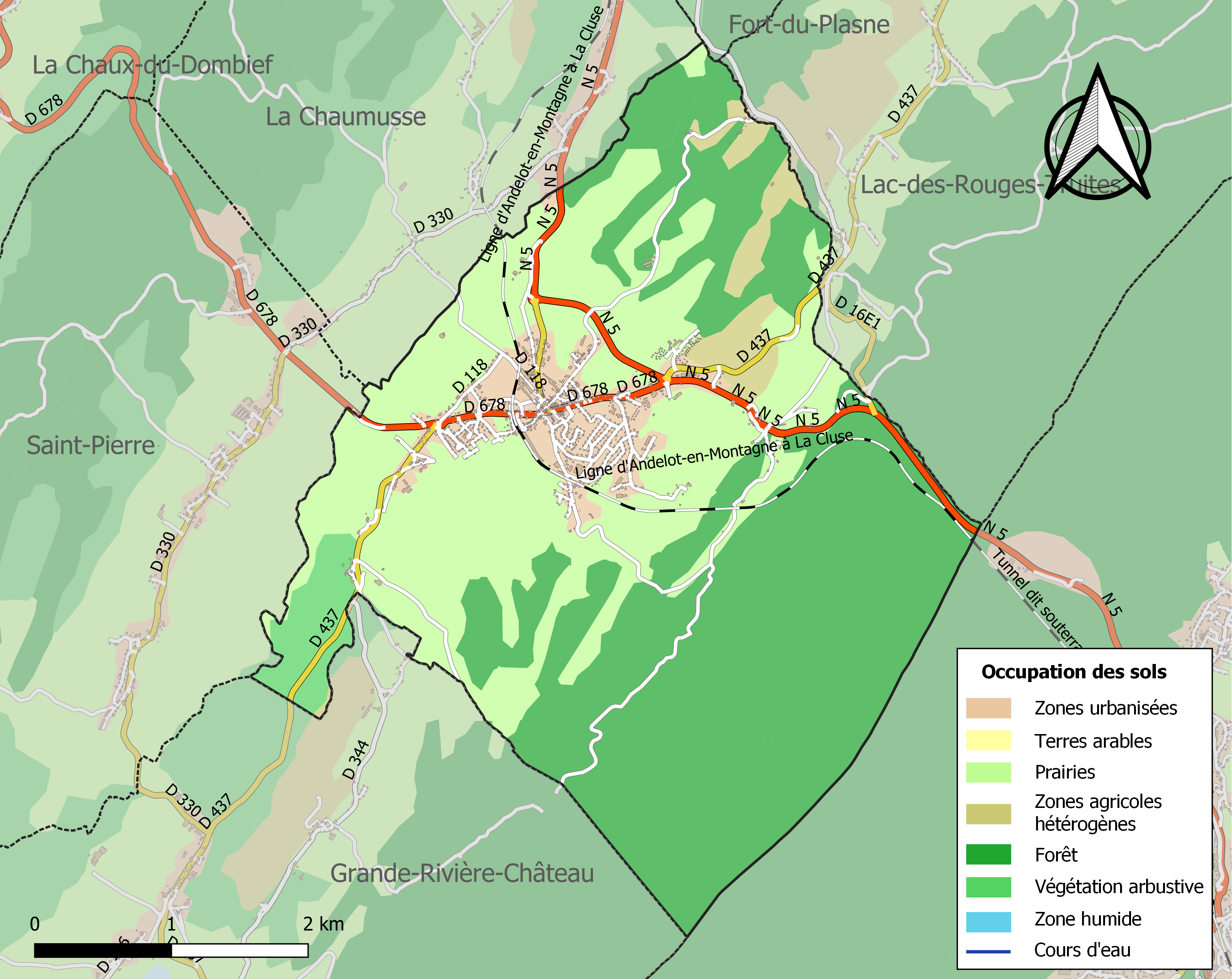
Kaart van de gemeente met de belangrijkste infrastructuur, bodemgebruik en omliggende gemeenten

## Verkeer en vervoer
In de gemeente ligt de spoorweghalte Saint-Laurent-en-Grandvaux.

## Demografie
Onderstaande figuur toont het verloop van het inwonertal (bron: INSEE-tellingen).